# Петрівська волость (Костянтиноградський повіт)
Петрівська волость — адміністративно-територіальна одиниця Костянтиноградського повіту Полтавської губернії з центром у селі Петрівка.
Старшинами волості були:
- 1900 року Іван Саввич Чабан[1];
- 1904 року К. П. Гнєдой[2];
- 1913—1915 роках Осип Романович Знова[3][4].